# Selección de fútbol de Suazilandia
La selección de fútbol de Esuatini, también conocida como selección de fútbol de Suazilandia, es el equipo representativo del país en las competiciones oficiales. Es dirigida por la Asociación Nacional de Fútbol de Suazilandia, perteneciente a la CAF.

## Uniformes
| 2021 Titular | 2021 Alternativo | 2021 Tercero |

## Últimos partidos y próximos encuentros
Actualizado al último partido jugado el 11 de junio de 2025
| Fecha      | Ciudad           | Local        | Resultado | Visitante    | Competición                            |
| ---------- | ---------------- | ------------ | --------- | ------------ | -------------------------------------- |
| 02-07-2024 | Puerto Elizabeth | Sudáfrica    | 1:0       | Suazilandia  | Copa COSAFA 2024                       |
| 06-09-2024 | Bisáu            | Guinea-Bisáu | 1:0       | Suazilandia  | Clas. Copa Africana de Naciones 2025   |
| 10-09-2024 | Mbombela         | Suazilandia  | 0:1       | Malí         | Clas. Copa Africana de Naciones 2025   |
| 11-10-2024 | Maputo           | Mozambique   | 1:1       | Suazilandia  | Clas. Copa Africana de Naciones 2025   |
| 14-10-2024 | Mbombela         | Suazilandia  | 0:3       | Mozambique   | Clas. Copa Africana de Naciones 2025   |
| 27-10-2024 | Francistown      | Zimbabue     | 0:3       | Suazilandia  | Clasificación Campeonato Africano 2025 |
| 02-11-2024 | Nelspruit        | Suazilandia  | 1:0       | Zimbabue     | Clasificación Campeonato Africano 2025 |
| 14-11-2024 | Nelspruit        | Suazilandia  | 1:1       | Guinea-Bisáu | Clas. Copa Africana de Naciones 2025   |
| 19-11-2024 | Bamako           | Malí         | 6:0       | Suazilandia  | Clas. Copa Africana de Naciones 2025   |
| 21-12-2024 | Nelspruit        | Suazilandia  | 0:2       | Madagascar   | Clasificación Campeonato Africano 2025 |
| 29-12-2024 | Moka             | Madagascar   | 0:1       | Suazilandia  | Clasificación Campeonato Africano 2025 |
| 19-03-2025 | Nelspruit        | Suazilandia  | 0:0       | Camerún      | Clasificación Copa Mundial 2026        |
| 23-03-2025 | Nelspruit        | Suazilandia  | 3:3       | Mauricio     | Clasificación Copa Mundial 2026        |
| 09-06-2025 | Bloemfontein     | Suazilandia  | 1:1       | Madagascar   | Copa COSAFA 2025                       |
| 11-06-2025 | Bloemfontein     | Suazilandia  | 1:2       | Tanzania     | Copa COSAFA 2025                       |

## Estadísticas

### Copa Mundial FIFA
| Copa Mundial FIFA | Copa Mundial FIFA       | Copa Mundial FIFA       | Copa Mundial FIFA       | Copa Mundial FIFA       | Copa Mundial FIFA       | Copa Mundial FIFA       | Copa Mundial FIFA       |
| Año               | Ronda                   | J                       | G                       | E                       | P                       | GF                      | GC                      |
| ----------------- | ----------------------- | ----------------------- | ----------------------- | ----------------------- | ----------------------- | ----------------------- | ----------------------- |
| 1930 - 1966       | No existía la selección | No existía la selección | No existía la selección | No existía la selección | No existía la selección | No existía la selección | No existía la selección |
| 1970 - 1990       | No participó            | No participó            | No participó            | No participó            | No participó            | No participó            | No participó            |
| 1994              | No clasificó            | No clasificó            | No clasificó            | No clasificó            | No clasificó            | No clasificó            | No clasificó            |
| 1998              | No clasificó            | No clasificó            | No clasificó            | No clasificó            | No clasificó            | No clasificó            | No clasificó            |
| 2002              | No clasificó            | No clasificó            | No clasificó            | No clasificó            | No clasificó            | No clasificó            | No clasificó            |
| 2006              | No clasificó            | No clasificó            | No clasificó            | No clasificó            | No clasificó            | No clasificó            | No clasificó            |
| 2010              | No clasificó            | No clasificó            | No clasificó            | No clasificó            | No clasificó            | No clasificó            | No clasificó            |
| 2014              | No clasificó            | No clasificó            | No clasificó            | No clasificó            | No clasificó            | No clasificó            | No clasificó            |
| 2018              | No clasificó            | No clasificó            | No clasificó            | No clasificó            | No clasificó            | No clasificó            | No clasificó            |
| 2022              | No clasificó            | No clasificó            | No clasificó            | No clasificó            | No clasificó            | No clasificó            | No clasificó            |
| 2026              | Por disputarse          | Por disputarse          | Por disputarse          | Por disputarse          | Por disputarse          | Por disputarse          | Por disputarse          |
| 2030              | Por disputarse          | Por disputarse          | Por disputarse          | Por disputarse          | Por disputarse          | Por disputarse          | Por disputarse          |
| 2034              | Por disputarse          | Por disputarse          | Por disputarse          | Por disputarse          | Por disputarse          | Por disputarse          | Por disputarse          |
| Total             | 0/22                    | -                       | -                       | -                       | -                       | -                       | -                       |

### Copa Africana de Naciones
| Copa Africana de Naciones | Copa Africana de Naciones | Copa Africana de Naciones | Copa Africana de Naciones | Copa Africana de Naciones | Copa Africana de Naciones | Copa Africana de Naciones | Copa Africana de Naciones |
| Año                       | Ronda                     | J                         | G                         | E                         | P                         | GF                        | GC                        |
| ------------------------- | ------------------------- | ------------------------- | ------------------------- | ------------------------- | ------------------------- | ------------------------- | ------------------------- |
| 1957 - 1965               | No existía la selección   | No existía la selección   | No existía la selección   | No existía la selección   | No existía la selección   | No existía la selección   | No existía la selección   |
| 1968 - 1982               | No participó              | No participó              | No participó              | No participó              | No participó              | No participó              | No participó              |
| 1984                      | Se retiró                 | Se retiró                 | Se retiró                 | Se retiró                 | Se retiró                 | Se retiró                 | Se retiró                 |
| 1986                      | No clasificó              | No clasificó              | No clasificó              | No clasificó              | No clasificó              | No clasificó              | No clasificó              |
| 1988                      | No participó              | No participó              | No participó              | No participó              | No participó              | No participó              | No participó              |
| 1990                      | No clasificó              | No clasificó              | No clasificó              | No clasificó              | No clasificó              | No clasificó              | No clasificó              |
| 1992                      | No clasificó              | No clasificó              | No clasificó              | No clasificó              | No clasificó              | No clasificó              | No clasificó              |
| 1994                      | No participó              | No participó              | No participó              | No participó              | No participó              | No participó              | No participó              |
| 1996                      | Se retiró                 |                           |                           |                           |                           |                           |                           |
| 1998                      | No participó              | No participó              | No participó              | No participó              | No participó              | No participó              | No participó              |
| 2000                      | No clasificó              | No clasificó              | No clasificó              | No clasificó              | No clasificó              | No clasificó              | No clasificó              |
| 2002                      | No clasificó              | No clasificó              | No clasificó              | No clasificó              | No clasificó              | No clasificó              | No clasificó              |
| 2004                      | No clasificó              | No clasificó              | No clasificó              | No clasificó              | No clasificó              | No clasificó              | No clasificó              |
| 2006                      | No clasificó              | No clasificó              | No clasificó              | No clasificó              | No clasificó              | No clasificó              | No clasificó              |
| 2008                      | No clasificó              | No clasificó              | No clasificó              | No clasificó              | No clasificó              | No clasificó              | No clasificó              |
| 2010                      | No clasificó              | No clasificó              | No clasificó              | No clasificó              | No clasificó              | No clasificó              | No clasificó              |
| 2012                      | No clasificó              | No clasificó              | No clasificó              | No clasificó              | No clasificó              | No clasificó              | No clasificó              |
| 2013                      | Se retiró                 |                           |                           |                           |                           |                           |                           |
| 2015                      | No clasificó              | No clasificó              | No clasificó              | No clasificó              | No clasificó              | No clasificó              | No clasificó              |
| 2017                      | No clasificó              | No clasificó              | No clasificó              | No clasificó              | No clasificó              | No clasificó              | No clasificó              |
| 2019                      | No clasificó              | No clasificó              | No clasificó              | No clasificó              | No clasificó              | No clasificó              | No clasificó              |
| 2021                      | No clasificó              | No clasificó              | No clasificó              | No clasificó              | No clasificó              | No clasificó              | No clasificó              |
| 2023                      | No clasificó              | No clasificó              | No clasificó              | No clasificó              | No clasificó              | No clasificó              | No clasificó              |
| 2025                      | No clasificó              | No clasificó              | No clasificó              | No clasificó              | No clasificó              | No clasificó              | No clasificó              |
| 2027                      | Por definir               | Por definir               | Por definir               | Por definir               | Por definir               | Por definir               | Por definir               |
| Total                     | 0/35                      | -                         | -                         | -                         | -                         | -                         | -                         |

## Selección local

### Campeonato Africano de Naciones
| Campeonato Africano de Naciones | Campeonato Africano de Naciones | Campeonato Africano de Naciones | Campeonato Africano de Naciones | Campeonato Africano de Naciones | Campeonato Africano de Naciones | Campeonato Africano de Naciones | Campeonato Africano de Naciones |
| Año                             | Ronda                           | J                               | G                               | E                               | P                               | GF                              | GC                              |
| ------------------------------- | ------------------------------- | ------------------------------- | ------------------------------- | ------------------------------- | ------------------------------- | ------------------------------- | ------------------------------- |
| 2009                            | No participó                    | No participó                    | No participó                    | No participó                    | No participó                    | No participó                    | No participó                    |
| 2011                            | No clasificó                    | No clasificó                    | No clasificó                    | No clasificó                    | No clasificó                    | No clasificó                    | No clasificó                    |
| 2014                            | No clasificó                    | No clasificó                    | No clasificó                    | No clasificó                    | No clasificó                    | No clasificó                    | No clasificó                    |
| 2016                            | No clasificó                    | No clasificó                    | No clasificó                    | No clasificó                    | No clasificó                    | No clasificó                    | No clasificó                    |
| 2018                            | No clasificó                    | No clasificó                    | No clasificó                    | No clasificó                    | No clasificó                    | No clasificó                    | No clasificó                    |
| 2021                            | No clasificó                    | No clasificó                    | No clasificó                    | No clasificó                    | No clasificó                    | No clasificó                    | No clasificó                    |
| 2023                            | No clasificó                    | No clasificó                    | No clasificó                    | No clasificó                    | No clasificó                    | No clasificó                    | No clasificó                    |
| 2025                            | No clasificó                    | No clasificó                    | No clasificó                    | No clasificó                    | No clasificó                    | No clasificó                    | No clasificó                    |
| Total                           | 0/8                             | -                               | -                               | -                               | -                               | -                               | -                               |

### Copa COSAFA
| Copa COSAFA | Copa COSAFA      | Copa COSAFA | Copa COSAFA | Copa COSAFA | Copa COSAFA | Copa COSAFA | Copa COSAFA |
| Año         | Ronda            | J           | G           | E           | P           | GF          | GC          |
| ----------- | ---------------- | ----------- | ----------- | ----------- | ----------- | ----------- | ----------- |
| 1997        | Primera ronda    | 1           | 0           | 0           | 1           | 0           | 4           |
| 1998        | Primera ronda    | 1           | 0           | 0           | 1           | 0           | 1           |
| 1999        | Semifinal        | 3           | 1           | 1           | 1           | 6           | 6           |
| 2000        | Cuartos de final | 1           | 0           | 0           | 1           | 0           | 2           |
| 2001        | Cuartos de final | 2           | 0           | 1           | 1           | 1           | 2           |
| 2002        | Semifinal        | 3           | 2           | 0           | 1           | 5           | 5           |
| 2003        | Semifinal        | 2           | 1           | 0           | 1           | 2           | 2           |
| 2004        | Cuartos de final | 1           | 0           | 0           | 1           | 0           | 5           |
| 2005        | Fase de grupos   | 1           | 0           | 0           | 1           | 0           | 3           |
| 2006        | Fase de grupos   | 2           | 1           | 0           | 1           | 2           | 1           |
| 2007        | Fase de grupos   | 2           | 1           | 1           | 0           | 1           | 0           |
| 2008        | Fase de grupos   | 3           | 1           | 2           | 0           | 3           | 2           |
| 2009        | Fase de grupos   | 3           | 2           | 0           | 1           | 5           | 2           |
| 2010        | Cancelado        | Cancelado   | Cancelado   | Cancelado   | Cancelado   | Cancelado   | Cancelado   |
| 2013        | Fase de grupos   | 3           | 0           | 1           | 2           | 0           | 4           |
| 2015        | Fase de grupos   | 3           | 2           | 1           | 0           | 4           | 1           |
| 2016        | Tercer lugar     | 6           | 3           | 2           | 1           | 9           | 7           |
| 2017        | Cuartos de final | 2           | 0           | 0           | 2           | 1           | 3           |
| 2018        | Cuartos de final | 2           | 0           | 0           | 2           | 0           | 3           |
| 2019        | Fase de grupos   | 2           | 0           | 2           | 0           | 4           | 4           |
| 2020        | Cancelado        | Cancelado   | Cancelado   | Cancelado   | Cancelado   | Cancelado   | Cancelado   |
| 2021        | Tercer lugar     | 6           | 2           | 3           | 1           | 8           | 6           |
| 2022        | Cuartos de final | 5           | 2           | 2           | 1           | 7           | 4           |
| 2023        | Fase de grupos   | 3           | 1           | 0           | 2           | 3           | 4           |
| 2024        | Fase de grupos   | 3           | 0           | 2           | 1           | 0           | 1           |
| 2025        | Fase de grupos   | 2           | 0           | 1           | 1           | 2           | 3           |
| Total       | 24/24            | 62          | 19          | 19          | 24          | 63          | 75          |

## Récord ante Selecciones Nacionales
Actualizado al 11 de junio de 2025.
| Rival                           | J   | G  | E  | P   | GF  | GC  | GD   |
| ------------------------------- | --- | -- | -- | --- | --- | --- | ---- |
| Angola                          | 15  | 1  | 5  | 9   | 8   | 25  | −17  |
| Botsuana                        | 29  | 5  | 10 | 14  | 20  | 39  | -19  |
| Burkina Faso                    | 4   | 0  | 1  | 3   | 2   | 11  | -9   |
| Cabo Verde                      | 5   | 0  | 2  | 3   | 1   | 7   | -6   |
| Camerún                         | 3   | 0  | 2  | 1   | 0   | 5   | −5   |
| Comoras                         | 2   | 1  | 1  | 0   | 5   | 2   | +3   |
| Congo                           | 4   | 0  | 1  | 3   | 1   | 6   | -5   |
| Egipto                          | 5   | 0  | 0  | 5   | 2   | 22  | -20  |
| Eritrea                         | 2   | 0  | 2  | 0   | 0   | 0   | 0    |
| Gabón                           | 2   | 0  | 0  | 2   | 0   | 3   | -3   |
| Ghana                           | 3   | 0  | 0  | 3   | 0   | 6   | -6   |
| Guinea                          | 2   | 2  | 0  | 0   | 3   | 1   | +2   |
| Guinea-Bisáu                    | 4   | 0  | 1  | 3   | 2   | 8   | -6   |
| Kenia                           | 6   | 2  | 1  | 3   | 4   | 9   | -5   |
| Lesoto                          | 41  | 15 | 13 | 13  | 46  | 44  | +2   |
| Libia                           | 3   | 1  | 0  | 2   | 4   | 8   | -4   |
| Madagascar                      | 11  | 4  | 4  | 3   | 11  | 9   | +2   |
| Malí                            | 2   | 0  | 0  | 2   | 0   | 7   | -7   |
| Malaui                          | 22  | 3  | 11 | 8   | 19  | 35  | -16  |
| Mauricio                        | 8   | 1  | 5  | 2   | 10  | 9   | +1   |
| Mozambique                      | 21  | 3  | 7  | 11  | 17  | 32  | -15  |
| Namibia                         | 11  | 6  | 4  | 1   | 10  | 8   | +2   |
| Níger                           | 2   | 0  | 1  | 1   | 1   | 2   | -1   |
| Nigeria                         | 2   | 0  | 1  | 1   | 0   | 2   | -2   |
| República Democrática del Congo | 6   | 2  | 1  | 3   | 5   | 11  | -6   |
| Senegal                         | 4   | 0  | 3  | 1   | 5   | 8   | -3   |
| Seychelles                      | 4   | 3  | 1  | 0   | 7   | 1   | +6   |
| Sierra Leona                    | 2   | 0  | 1  | 1   | 1   | 2   | -1   |
| Somalia                         | 4   | 3  | 1  | 0   | 10  | 3   | +7   |
| Sudáfrica                       | 10  | 0  | 1  | 9   | 4   | 22  | -18  |
| Sudán                           | 2   | 0  | 0  | 2   | 1   | 5   | −4   |
| Tanzania                        | 6   | 2  | 2  | 2   | 8   | 7   | +1   |
| Togo                            | 4   | 1  | 1  | 2   | 4   | 11  | -7   |
| Túnez                           | 2   | 0  | 0  | 2   | 0   | 6   | -6   |
| Yibuti                          | 4   | 2  | 1  | 1   | 9   | 3   | +6   |
| Zambia                          | 14  | 2  | 4  | 8   | 6   | 30  | -24  |
| Zimbabue                        | 18  | 3  | 3  | 12  | 14  | 36  | -22  |
| Total                           | 289 | 62 | 91 | 136 | 240 | 445 | -205 |

## Jugadores

### Última convocatoria
| No. | Pos. | Jugador                | Fecha de nacimiento (edad)         | Apa. | Goles | Club                |
| --- | ---- | ---------------------- | ---------------------------------- | ---- | ----- | ------------------- |
|     | POR  | Mathabela Sandanezwe   | 9 de septiembre de 1989 (35 años)  | 19   | 0     | Mbabane Swallows    |
|     | POR  | Khanyakwezwe Shabalala | 23 de septiembre de 1993 (31 años) | 1    | 0     | Mbabane Highlanders |
|     | POR  | Sihlangu Mkhwanazi     | 28 de septiembre de 1989 (35 años) | 2    | 0     | Young Buffaloes     |
|     |      |                        |                                    |      |       |                     |
|     | DEF  | Siboniso Mamba         | 24 de febrero de 1995 (30 años)    | 19   | 2     | Young Buffaloes     |
|     | DEF  | Mlamuli Msibi          | 19 de agosto de 1997 (27 años)     | 1    | 0     | Royal Leopards      |
|     | DEF  | Mxolisi Manana         |                                    | 0    | 0     | Green Mamba         |
|     | DEF  | Simphiwe Manana        | 7 de junio de 1993 (32 años)       | 10   | 0     | Mbabane Highlanders |
|     | DEF  | Kwakhe Thwala          | 4 de abril de 2002 (23 años)       | 10   | 0     | Young Buffaloes     |
|     |      |                        |                                    |      |       |                     |
|     | MED  | Sifiso Matse           | 14 de mayo de 1993 (32 años)       | 16   | 1     | Royal Leopards      |
|     | MED  | Khethokuhle Mkhontfo   | 28 de marzo de 1993 (32 años)      | 8    | 2     | Green Mamba         |
|     | MED  | Mzwandile Mabelesa     | 21 de abril de 1993 (32 años)      | 5    | 0     | Royal Leopards      |
|     | MED  | Junior Magagula        | 12 de enero de 1995 (30 años)      | 4    | 0     | Royal Leopards      |
|     | MED  | Mpendulo Dlamini       | 26 de junio de 1993 (31 años)      | 0    | 0     | Young Buffaloes     |
|     | MED  | Neliso Dlamini         |                                    | 0    | 0     | Manzini Wanderers   |
|     | MED  | Philani Mkhontfo       |                                    | 15   | 0     | Mbabane Highlanders |
|     |      |                        |                                    |      |       |                     |
|     | DEL  | Sabelo Ndzinisa        | 31 de julio de 1991 (33 años)      | 36   | 7     | Mbabane Highlanders |
|     | DEL  | Sandile Gamedze        | 12 de marzo de 1994 (31 años)      | 15   | 2     | Young Buffaloes     |
|     | DEL  | Fanelo Mamba           | 29 de octubre de 2001 (23 años)    | 13   | 1     | Young Buffaloes     |
|     | DEL  | Bonginkosi Dlamini     | 20 de noviembre de 1990 (34 años)  | 11   | 1     | Sagrada Esperança   |
|     | DEL  | Justice Figuareido     | 28 de julio de 1998 (26 años)      | 10   | 0     | Cape Town All Stars |
|     | DEL  | Muzi Tsabedze          | 23 de septiembre de 1998 (26 años) | 10   | 0     | Manzini Sea Birds   |
|     | DEL  | Mthokozisi Gwebu       | 30 de junio de 1994 (30 años)      | 10   | 0     | Manzini Sea Birds   |

## Entrenadores
- Ted Dumitru (1983–84)
- Dumisa Mahlalela (1992–93)
- Scara Thindwa (1996)
- Jan Simulambo (1997)
- Francis Banda (1998–2000)
- Dumisa Mahlalela (2001–02)
- Mandla Dlamini (2003)
- Francis Banda (2003)
- Werner Bicklehaput (2003)
- Dumisa Mahlalela (2004)
- Francis Banda (2005)
- Jan Van Winckel (2006)
- Ayman El Yamani (2006–2007)
- Alberto Cano Gallardo (2006–2007)
- Martin Chabangu (2007)
- Raoul Savoy (2007–2008)
- Ephraim Mashaba (2008–2010)
- Obed Mlotsa (2010-2011)
- Caleb Ngwenya (2011-2012)
- Valere Billen (2012–2013)
- Harris Bulunga (2013-2014)
- Harris Bulunga (2014-2016)
- Anthony Mdluli (2017)
- Hendrik Pieter de Jongh (2017-2018)
- Anthony Mdluli  (interino)  (2018)
- Kosta Papic (2018-2019)
- Dominic Kunene (2020-2024)
- Zdravko Logarušić (2024-)